# Saque de Salonica (1185)
O Saque de Salonica de 1185 pelos normandos do Reino da Sicília foi um dos piores desastres a se abater sobre o Império Bizantino no século XII.

## História
O incompetente governador da cidade, David Comneno, não se preparou adequadamente para o cerco e chegou a proibir ataques dos defensores que tentavam desestabilizar as armas de cerco normandas. Os exércitos bizantinos não conseguiram coordenar seus esforços para livrar a cidade e apenas duas forças, sob Teodoro Cumno e João Maurozomes, chegaram para ajudar a cidade. Na ocasião, os normandos conseguiram cavar sob a muralha leste da cidade, que desmoronou abrindo uma brecha pela qual os invasores penetraram na cidade. A conquista degenerou rapidamente num massacre em grande escala da população civil da cidade, com mais de 7 000 cadáveres encontrados posteriormente. O cerco foi relatado de maneira bastante detalhada pelo arcebispo da cidade, Eustácio de Tessalônica, que estava na cidade durante e depois do evento. Os normandos ocuparam Tessalônica até meados de novembro e, depois de terem sido derrotados na Batalha de Demetritzes, eles a evacuaram.
Ocorrendo logo depois do "Massacre dos Latinos" em Constantinopla três anos antes, o massacre dos tessalonicenses pelos normandos aprofundou o cisma entre os bizantinos ortodoxos e os latinos católicos. Como demonstração da fraqueza militar do Império Bizantino, ele também levou à deposição do impopular e tirânico Andrônico I Comneno e à ascensão de Isaac II Ângelo.